# John Domingue

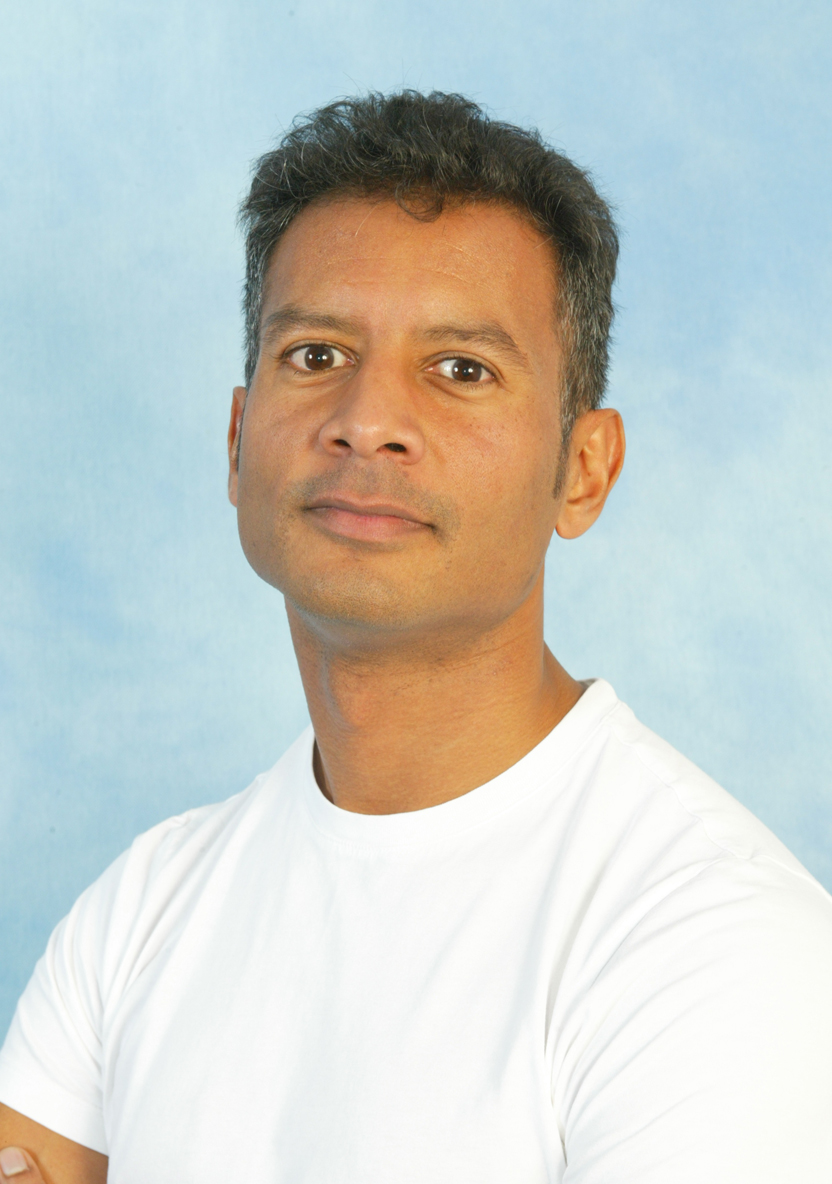
John Domingue

John Domingue ist ein britischer Informatiker. Er ist Professor am und stellvertretender Direktor des Knowledge Media Institute an der  Open University in Milton Keynes. Derzeit ist er Präsident der Semantic Technologies Initiative International (STI2) in der Nachfolge von Dieter Fensel.
Er erforscht die Anwendbarkeit semantischer Technologien für die Automatisierung der Verwaltung und Entwicklung von Webservices. In den Bereichen Künstliche Intelligenz und Web hat er über 200 Artikel publiziert.
Er ist wissenschaftlicher Direktor von SOA4All und war an vielen weiteren Forschungsprojekten beteiligt. Prof. Domingue leitet den Lenkungsausschuss der Europäischen Semantic Web-Konferenzserie und ist Mitglied des Lenkungsausschusses der Future Internet Symposium Series.
Er koordiniert die Arbeitsgruppe Future Internet Service Offer innerhalb der Future Internet Assembly.
Des Weiteren ist er Mitglied des redaktionellen Beirats des Journal of Web Semantics.